# Boér Emma
Szacsvai és esztelneki Szacsvay Imréné kövesdi Boér Emma (Keszthely, 1850. október 18. – Budapest, 1938. november 19.) drámai színésznő. Boér János nevelt lánya.

## Életútja
Boér János és Csecsinovics Zsófia leánya. Iskoláit Kolozsvárott végezte, s már gyermekként színpadra lépett. Első szerződése Follinus János igazgatóhoz kötötte, Kolozsvárra. Pályáját mint naiva kezdte 1865-ben és ezen a szerepkörön működött 10 évig. Játszott 1867-ben Molnár Györgynél Budai Népszínházban, majd 1868 októberében Paulay Ede a Nemzeti Színházhoz szerződtette a szende szerepkörre, később pedig később tragédiák hősnőit is megformálta. Itt első fellépte a Kaméliás hölgy címszerepében volt, a sajtó és közönség legteljesebb elismerése mellett. 1870. március 31-ig működött az intézménynél. Következő igazgatója Kocsisovszky Jusztin volt, 1871-ben pedig újból Kolozsvárra került, ahol két rövid időszakot kivéve (1873; 1879 Kassa; 1877; 1878) 1884-ig szerepelt. 1884. május 1-től nyugdíjba vonulásáig (1911) a Nemzeti Színház tagja volt. Halálát szívizomlob okozta. Örök nyugalomra helyezték 1938. november 21-én délután a Kerepesi úti temetőben a római katolikus anyaszentegyház szertartása szerint.
Első férje Dobronyi Ödön; később Szacsvay Imre felesége lett, akivel 1878 májusában kötött házasságot.

## Fontosabb szerepei
- Reagan (Shakespeare: Lear király)
- Gauthier Margit (ifj. Dumas: A kaméliás hölgy)
- Szerafin (Csiky G.: Buborékok)
- Hyppolita (Shakespeare: Szentivánéji álom)
- Lujza (Schiller: Ármány és szerelem)
- Claire (Vasgyáros)
- Liszka (Tolonc)
- Córa (47 cikk)
- Lady Anna (III. Richárd)
- Desdemona (Othello)
- Cordélia (Lear király)
- Margit (Egy szegény ifjú története)
- Júlia (Romeo és Júlia)

Valamint a Tücsök, Fedóra, Makrancos hölgy, Erdő szépe, Stuart Mária, Odette címszerepei.